# Stephen Dedalus

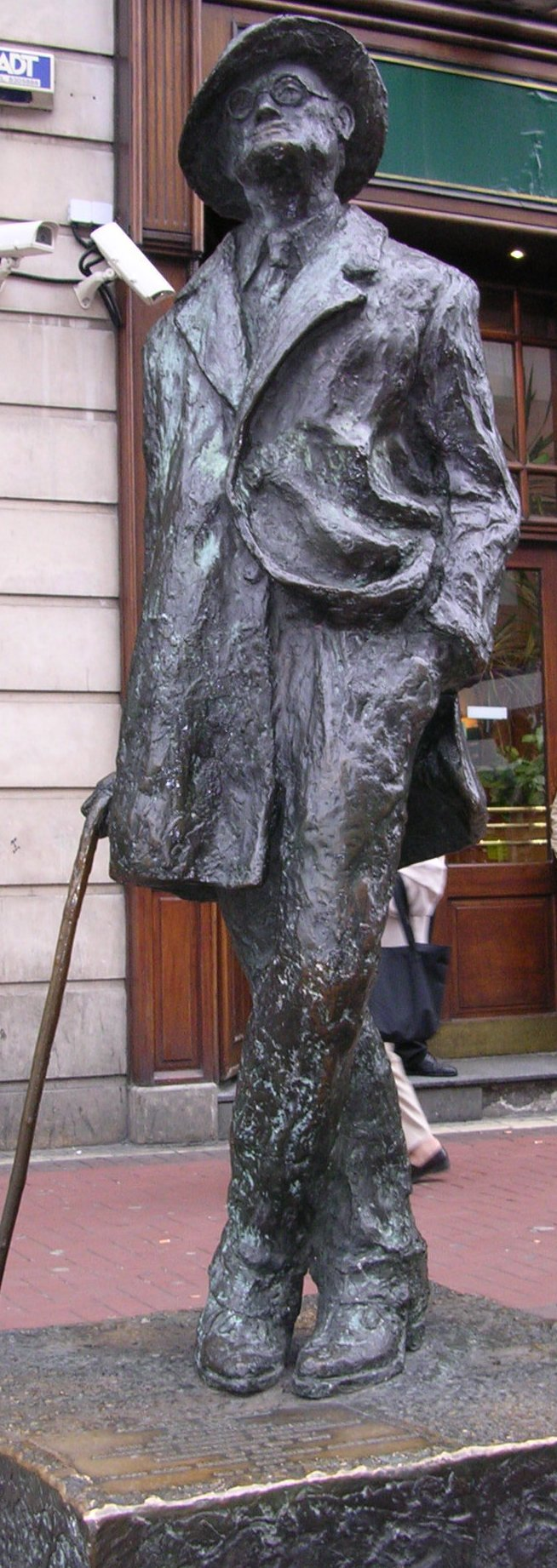
Estatua de James Joyce en Dublín.

Stephen Dedalus es el nombre de un personaje de ficción, alter ego del escritor irlandés James Joyce en varias de sus novelas. 

## Origen del nombre
Stephen es el nombre del primer mártir cristiano; por su parte, en la mitología clásica, Dédalo era un arquitecto y artesano famoso por su habilidad, y constructor del laberinto de Creta. De esta forma, el nombre del personaje mezcla dos facetas de la cultura occidental (el elemento clásico y el cristiano), muy presentes en toda la obra de James Joyce.

## Apariciones de Stephen Dedalus

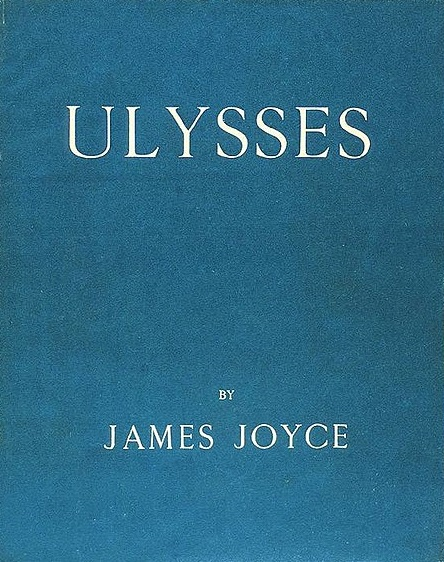
Primera edición de Ulysses

El personaje de Stephen Dedalus hizo su aparición por primera vez en la novela Stephen el Héroe, un primer esbozo que más tarde se convertiría en Retrato del artista adolescente, primera novela extensa de Joyce. En ella se nos muestra el camino de Stephen hacia la madurez personal, moral, sexual y literaria, de manera que esta novela puede encuadrarse en el género del bildungsroman. En esta obra Stephen se presenta como un ser tímido, débil e introvertido, soñador pero incapaz de relacionarse con el mundo con normalidad.
El personaje de Stephen sería retomado años más tarde por Joyce en su obra maestra, el Ulysses, en la que comparte protagonismo con Leopold Bloom. Ambos personajes parecen ser trasuntos del autor, uno durante su etapa juvenil (Stephen) y otro en la madurez (Leopold). La novela narra las largas caminatas de ambos personajes por la ciudad de Dublín durante 24 horas, hasta que ambos se encuentran y vuelven a dormir a casa de Leopold. En esta obra el personaje de Stephen se relaciona con el de Telémaco, dentro del esquema de paralelismos que Joyce establece con la Odisea de Homero. También se ha solido relacionar su figura con la de Hamlet, personaje sobre el que se debate durante la propia novela.